# أمامة بنت الأشج
إمامة بنت الأشج العبدي زوج عمرو بن عبد قيس. أسلمت عندما أسلم زوجها.